# Melese frater
Melese frater är en fjärilsart som beskrevs av William Schaus 1910. Melese frater ingår i släktet Melese och familjen björnspinnare. Inga underarter finns listade i Catalogue of Life.